# آمدئو آمبرون
آمدئو آمبرون (ایتالیایی: Amedeo Ambron؛ زادهٔ ۲۳ ژانویه ۱۹۳۹) بازیکن واترپلو اهل ایتالیا است.
وی در مسابقات کشوری و بین‌المللی در مجموع برندهٔ ۱ مدال طلا شده‌است.